# Агацано
Агацано (итал. Agazzano) је насеље у Италији у округу Пјаченца, региону Емилија-Ромања.
Према процени из 2011. у насељу је живело 1452 становника. Насеље се налази на надморској висини од 186 м.

## Становништво
Према резултатима пописа становништва 2011. у општини је живело 2.070 становника.
| 1931. | 1936. | 1951. | 1961. | 1971. | 1981. | 1991. | 2001. | 2011. |
| ----- | ----- | ----- | ----- | ----- | ----- | ----- | ----- | ----- |
| 3.467 | 3.347 | 3.095 | 2.590 | 2.136 | 1.974 | 1.903 | 2.003 | 2.070 |